# Días de viejo color
Días de viejo color és una pel·lícula espanyola de 1967, ópera prima de Pedro Olea Retolaza amb guió d'Antonio Giménez-Rico i música de Carmelo Bernaola. Com totes les pel·lícules de l'època, va patir els efectes de la censura.

## Sinopsi
Durant la setmana santa de 1967 tres joves estudiants de Madrid, Luis, Juan i Miguel, marxen de vacances a Torremolinos a la recerca de sol, platja i noies. El contacte amb un ambient nou els dona l'oportunitat d'experimentar noves sensacions, i també de conèixer l'amor.

## Repartiment
- Cristina Galbó
- Andrés Resino
- Gonzalo Cañas
- José Manuel Gorospe

## Premis
Medalles del Cercle d'Escriptors Cinematogràfics
| Any  | Categoria             | Pel·lícula       | Resultat  |
| ---- | --------------------- | ---------------- | --------- |
| 1967 | Millor música         | Carmelo Bernaola | Guanyador |
| 1967 | Premi Antonio Barbero | Pedro Olea       | Guanyador |